# خوسه آنتونیو روکا
خوسه آنتونیو روکا (اسپانیایی: José Antonio Roca‎; ۲۴ مهٔ ۱۹۲۸ – ۴ مهٔ ۲۰۰۷) بازیکن سابق و مربی فوتبال اهل مکزیک بود.
وی همچنین در تیم ملی فوتبال مکزیک بازی کرده‌است.